# 裸足でバラを踏め
『裸足でバラを踏め』（はだしでバラをふめ）は、上田倫子による日本の少女漫画作品。
『マーガレット』（集英社）にて2007年から連載。コミックスはマーガレットコミックスより全9巻。通称「はだバラ」。

## 概要
1892年（明治25年）横浜。15歳の少女「純」はボロ長屋で捨てられた孤児達を育てながら、たくましく生きていた。
が、兄「英輔」のバクチ好きが祟り、一家の家計は常に火の車。病気になった義妹の薬代も無く、途方にくれていた時に手を差し伸べてくれた青年にほのかな憧れを抱く純だが、息つく間もなく英輔の莫大な借金が発覚!! とうとう身体を売る決意をした純の前に一人の青年が現れた。
「金の為に愛を捨てられるか?」かくして契約による結婚生活は始まった。

## 主な登場人物
声の項はVOMIC版のキャスト。
北村 純（きたむら すみ）→芦田 純（あしだ じゅん） / 伊集院 愛子（いじゅういん あいこ）
声 - 松嵜麗
前向きで働き者の少女。兄の借金と義弟妹を食べさせる金の為に蒼一郎の妻となる。義妹の薬代を恵んでくれた望に憧れを抱くが恋愛感情は持っておらず、蒼一郎と惹かれ合う。貧乏育ちゆえに金持ちの生活に馴染めず、自ら料理や掃除をしては蒼一郎に怒鳴られる。読み書きは苦手だが、兄を反面教師として覚えた将棋は強い。
実は、赤ん坊の頃身代金目当ての強盗に誘拐され以降行方不明になっていた望の実妹である「伊集院 愛子」本人。赤ん坊の愛子が身に着けていたクロスの飾りが手がかりとなり、その事実が判明した。バラの咲き誇る場所に捨てられていた為、バラがトラウマになりバラアレルギー。蒼一郎とは望の策略により、一度離婚してしまうが、その後色々あり最終的に再び結ばれ復縁した。最終話では自らの学校を立ち上げ、蒼一郎との間に第一子を授かる。
芦田 蒼一郎（あしだ そういちろう）
声 - 小野大輔
純を買った青年。短気でツンデレな性格。純を娶った事で芦田物産の社長の座を手に入れる。元々は妾の息子として離れで生活させられていたが、母屋が火事で全焼し、父･義母･異母弟を亡くす。この時のトラウマから炎を見るとパニックを起こすようになるが、純が燃え盛る旅館の中で望と無理心中させられかけた際には、炎の中に飛び込み二人を救出する。純と望が惹かれ合うように仕向けるが、自分自身も純を愛し始めた事に戸惑う。
望の策略により純と一度離婚するが、最終話では純と再び夫婦になり子供を授かった。
伊集院 望（いじゅういん のぞみ）
声 - 岸尾大輔
伊集院財閥の御曹司。蒼一郎の親友で穏やかな好青年。純の朗らかな性格と亡母に似た容姿に惚れこむ余り、常軌を逸した行動に出る。それを心配した両親により美卯と政略結婚をさせられたが、妻を愛せず純を追い求める。
その愛はもはや病的なものであり、策略と姑息な手段で純と蒼一郎を離婚させ、まだ離婚していないにもかかわらず純に求婚し、自分の妻になるよう仕向ける。
その後、純が幼い頃誘拐された実の妹「愛子」であることが判明しても「だからこんなに純さんに惹かれたんだ」「純さんが愛子でむしろ嬉しく思います」など純へのあまりの愛に倫理やモラルからも目を背け、純との結婚式を強制に行おうとするが式の途中で父、英輔、蒼一郎に阻止されて純に未練を残しつつもようやく目を覚ます。数年後では、経緯の描写はないが美卯とまたやり直し子供を授かっている。
駒井 源五郎（こまい げんごろう）
声 - 武内健
幼い頃から蒼一郎に仕えてきた執事の青年。礼儀正しくもひょうきんな性格だが、蒼一郎の為なら残酷な行為も辞さない。仕えて以来、蒼一郎に風邪をひかせた事がないのが自慢。
北村 英輔（きたむら えいすけ）
純の兄でフェロモン過多な美青年。職業はヒモで金と女にだらしが無い楽天家。孤児達を拾って来るような一面もあるが、100パーセントの善意からかは不明。たまに金や就職先の無心に来る。かつて、赤ん坊だった純（愛子）をバラの咲いている近くで拾い、自分の妹として育てた。
九条 夏樹（くじょう なつき）
蒼一郎の義従兄。芦田物産の副社長。
伊集院 美卯（いじゅういん みう）
藤原伯爵家から嫁いで来た望の妻。望を愛し、彼と理解し合いたいと努めるが、夫の本心に耐え切れなくなり、純を打つ。しかし純本人から望には恋慕はないと直接告白され、さらに「自分と結婚できないように望とは離婚しないでほしい」と告げられ、それを承諾。それからしばらくは出番がなかったが、最終話で望とやり直し妊娠している姿が見られる。
木下 桂子（きのした けいこ）
九条の息のかかったメイド。純の過去を調べたり、蒼一郎や駒井に色目を使い、純の心をかき乱す。

## VOMIC
2008年11月から集英社ヴォイスコミックステーションサイト「VOMIC」で配信中。全4回。
キャスト
主要担当声優は上述。ここではそれ以外のキャストについて記す。
- 久遠源 - 新垣樽助